# 존스 홉킨스 대학교
존스 홉킨스 대학교(The Johns Hopkins University)는 미국 메릴랜드주 볼티모어 시의 중심부에 자리잡고 있는 미국의 연구 중심 종합 사립대학교이다. 흔히 줄여서 홉킨스라고 불리기도 한다. 메릴랜드주외에도 워싱턴 D.C., 이탈리아, 중국 및 싱가포르에 캠퍼스를 두고 있다.

## 소개
1876년 사업가인 존스 홉킨스에 의해 존스 홉킨스 병원과 함께 설립되었다. '현대 의학의 아버지'로 불리는 윌리엄 오슬러는 존스 홉킨스 의과대학 및 병원 설립에 중요한 역할을 하였다. 미국 최초의 연구원 시스템을 구축하여 강의라는 일방적이고 획일적인 교육 형식을 보다 진일보 시킨 세미나 제도를 최초로 도입하였다. 또한 박사 학위를 최초로 부여하기 시작였는데 2014년까지 졸업생과 교수 포함 37명의 노벨상 수상자들을 배출했다. 시카고 대학교 등의 일부 연구 중심 대학들은 존스 홉킨스의 연구 중심적 시스템을 모델로 참고하기도 하였다.

## 교육 및 연구

### 조직
2010년 기준으로, 총 9개의 단과대학에 학부와 대학원이 있고, 연계기관으로 응용물리연구소(APL)가 있다. 메릴랜드주와 워싱턴 D.C.는 물론, 중국 난징, 이탈리아 볼로냐 등에도 캠퍼스를 갖추고 있다.
- 문리대학 (Zanvyl Krieger School of Arts and Sciences)
- 교육대학 (Johns Hopkins University School of Education)
- 공과대학 (Whiting School of Engineering)
- 간호대학 (Johns Hopkins School of Nursing)
- 의과대학 (Johns Hopkins School of Medicine)
- 공중보건대학 (Bloomberg School of Public Health)
- 음악대학 (Peabody Institute)
- 경영대학 (Johns Hopkins Carey Business School)
- 고등국제학대학 (Paul H. Nitze School of Advanced International Studies)
- 응용물리연구소 (Applied Physics Laboratory)

### 평가
학부는 2021년, 2022년 《U.S. 뉴스 & 월드 리포트》 미국 종합대학 학부 순위에서 공동 9위를 차지했다.
- 의과대학

존스 홉킨스 의과대학원은 2014년 《U.S. 뉴스 & 월드 리포트》 내과 순위에서 1위, 소아과 순위에서 4위, 연구 순위에서 3위를 기록했다.
2022년 순위에서는 연구 부문 3위, 내과, 외과, 영상의학과 1위, 마취과 2위, 정신건강의학과 3위, 소아과 4위, 산부인과 6위를 기록하였다.
- 공중보건대학

블룸버그 공중보건대학은 20년 연속 1위로 선정되었다.
공중보건대학 의학통계학과는 1위로 선정되었다.
- 공과대학

공과대학은 16위, 공과대학 내의 의공학과는 1위를 기록하였다.
- 음악대학

공식적으로 음악대학의 랭킹은 존재하지 않지만, 일반적으로 미국 최초의 음대인 존스 홉킨스의 피바디 음대는 줄리아드, 커티스 음대와 함께 미국 3대 명문 음대로 꼽힌다.
존스 홉킨스 교육대학과 간호대학 역시 2014년 《U.S. 뉴스 & 월드 리포트》의 교육대학 및 간호대학 전미 순위에서 각각 1위를 차지하였다.
다양한 세계 대학 순위에서는 2013년 중국 세계 대학 학술 순위에서 17위, 2014년 영국 타임즈 고등교육 세계 대학 랭킹에서 15위, 타임즈 고등교육 세계 대학 학계 평판도 순위에서 18위, 2013년 영국 QS 세계 대학 순위에서 16위, 2013년 사우디아라비아 세계대학랭킹센터(Center for World University Rankings)가 발표한 세계 대학 순위에서 17위를 기록했다.

### 학부 입학 현황

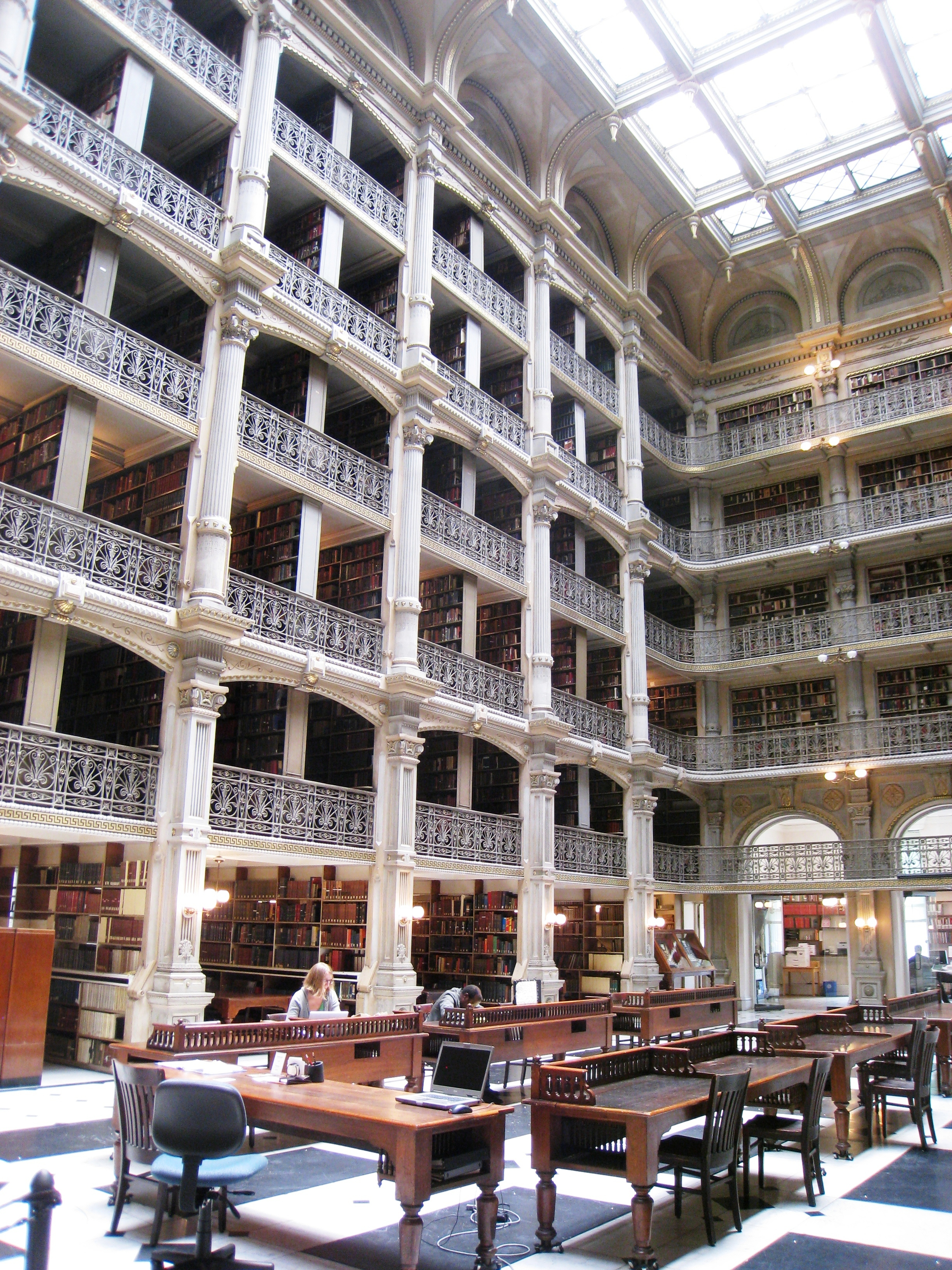
피바디 음악원 도서관

《U.S. 뉴스 & 월드 리포트》에 따르면 존스 홉킨스 대학교의 입학은 가장 어려운(most selective) 카테고리에 속한다. 2021년 가을 입학 학부 신입생(Class of 2025)의 경우 일반전형(Regular Decision)의 합격률(Acceptance Rate)은 4.9%. 제3사분위수의 성적은 SAT Reading+Writing: 760, SAT Math: 800이다.

## 동문

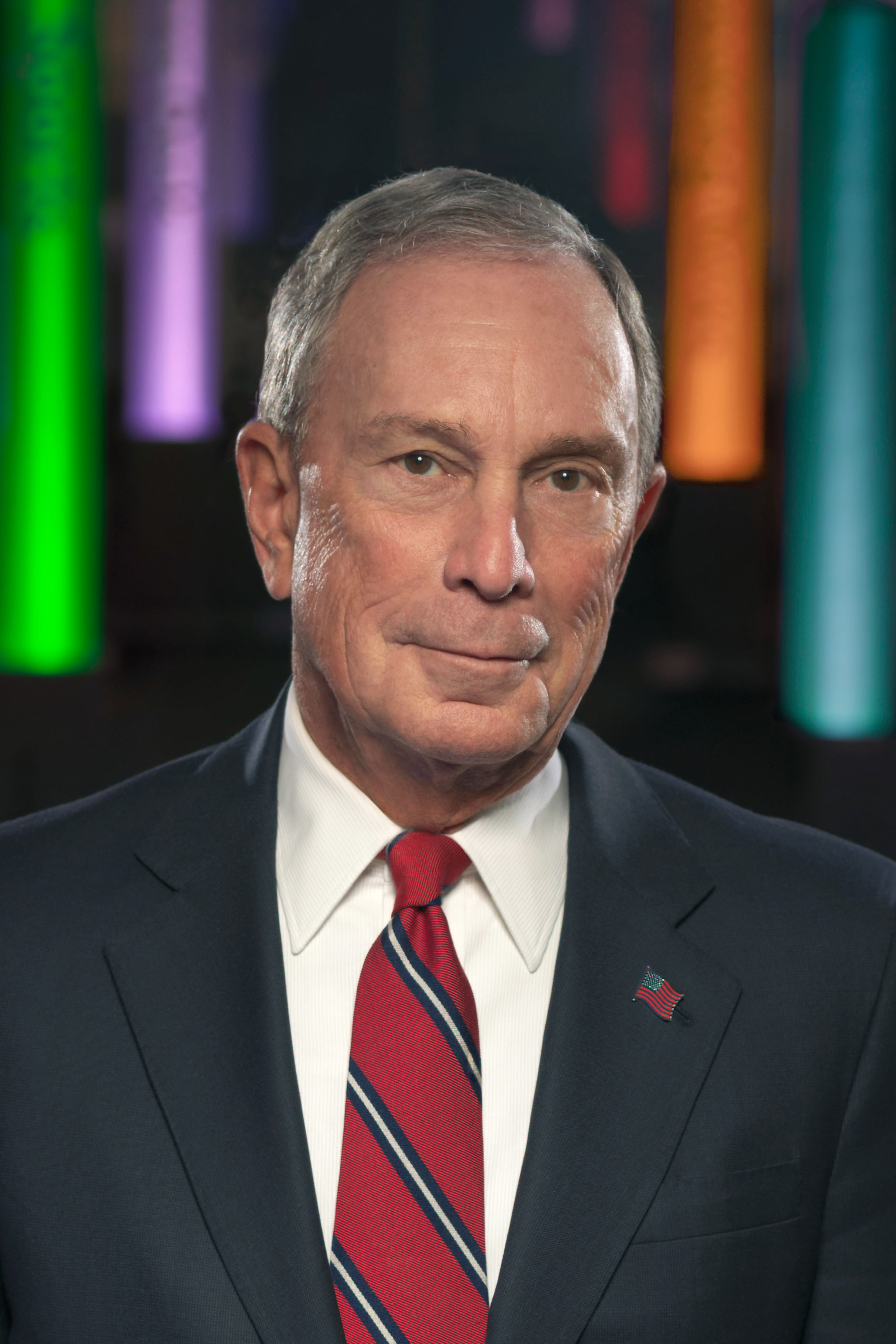
마이클 블룸버그, 전기공학 학사, 1964

우드로 윌슨 전 미국 대통령, 스피로 애그뉴 전 부통령, 마이클 블룸버그 전 뉴욕시장, 티머시 가이트너 전 미국 재무장관, 앤드루 파이어 노벨 생리학·의학상 수상자, 캐럴 그라이더, 미국의 유전학자 토머스 헌트 모건, 조디 윌리엄스 노벨 평화상 수상자, 머턴 밀러 노벨 경제학상 수상자, 캐나다 수학자 존 찰스 필즈, 레이철 카슨 환경운동가, 존 듀이 철학자, 김종훈 전 벨 연구소 소장 겸 알카텔-루슨트 최고전략책임자, 에드먼드 린치 메릴린치 공동설립자, 미국의 시인 거트루드 스타인, 소설가 김은국 등 수많은 저명한 동문이 있다. 한인 동문으로는 대표적으로 윤유선 전 국립보건원 원장, 정몽준 서울시장 후보, 윤병세 전 외교부 장관, 윤영관 전 외교부 장관, 이태식 전 주미대사, 김정원 전 국가안전기획부 제2차장, 김재열 삼성엔지니어링 경영기획총괄 사장 겸 대한빙상경기연맹 회장, 주진형 한화투자증권 사장 등이 있다.

## 대중문화 속 존스 홉킨스
- 《하얀거탑》 (한국 드라마, 2007)
- 《하이킥! 짧은 다리의 역습》 (한국 시트콤, 2011-2012)

## 갤러리

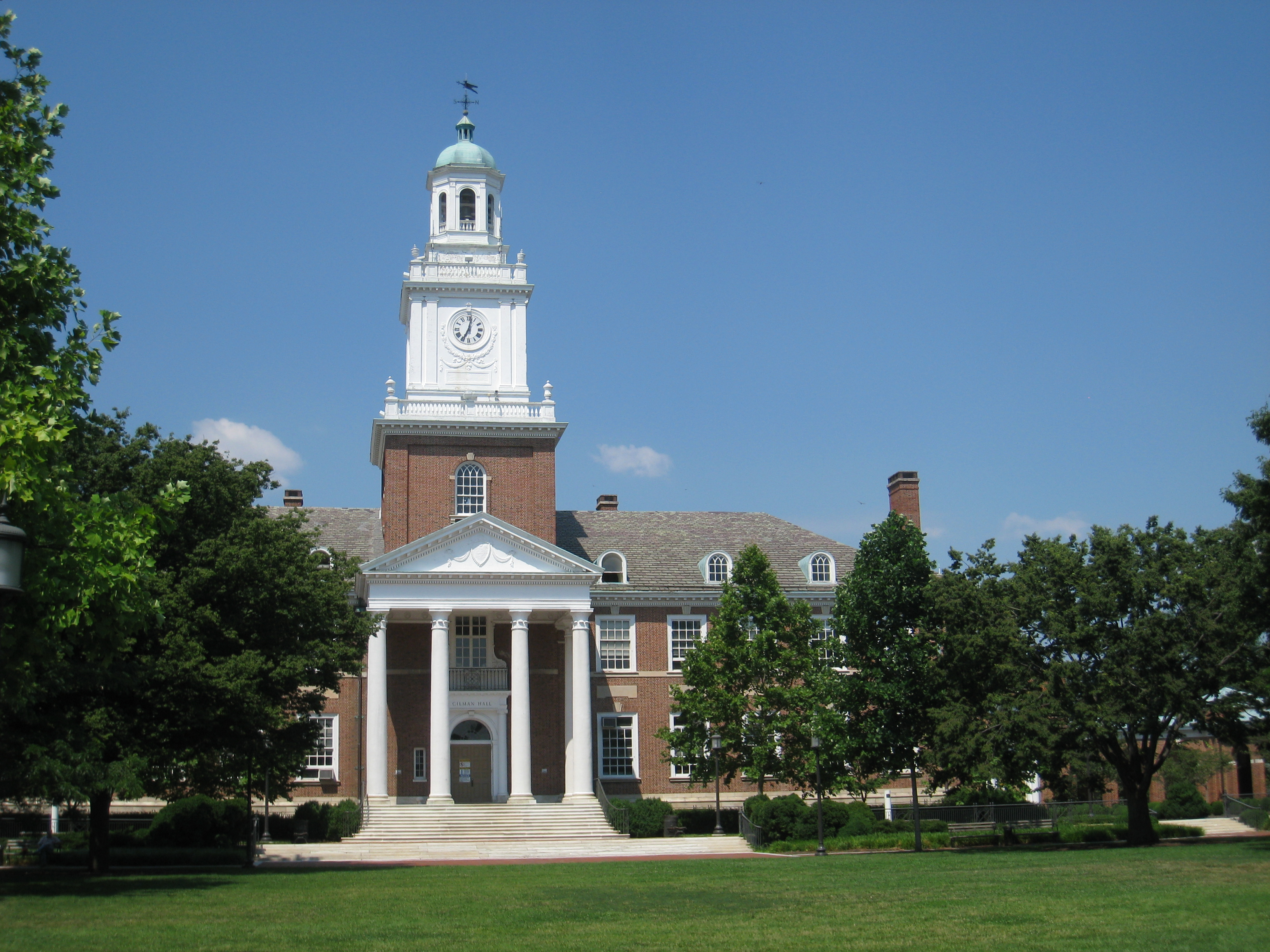
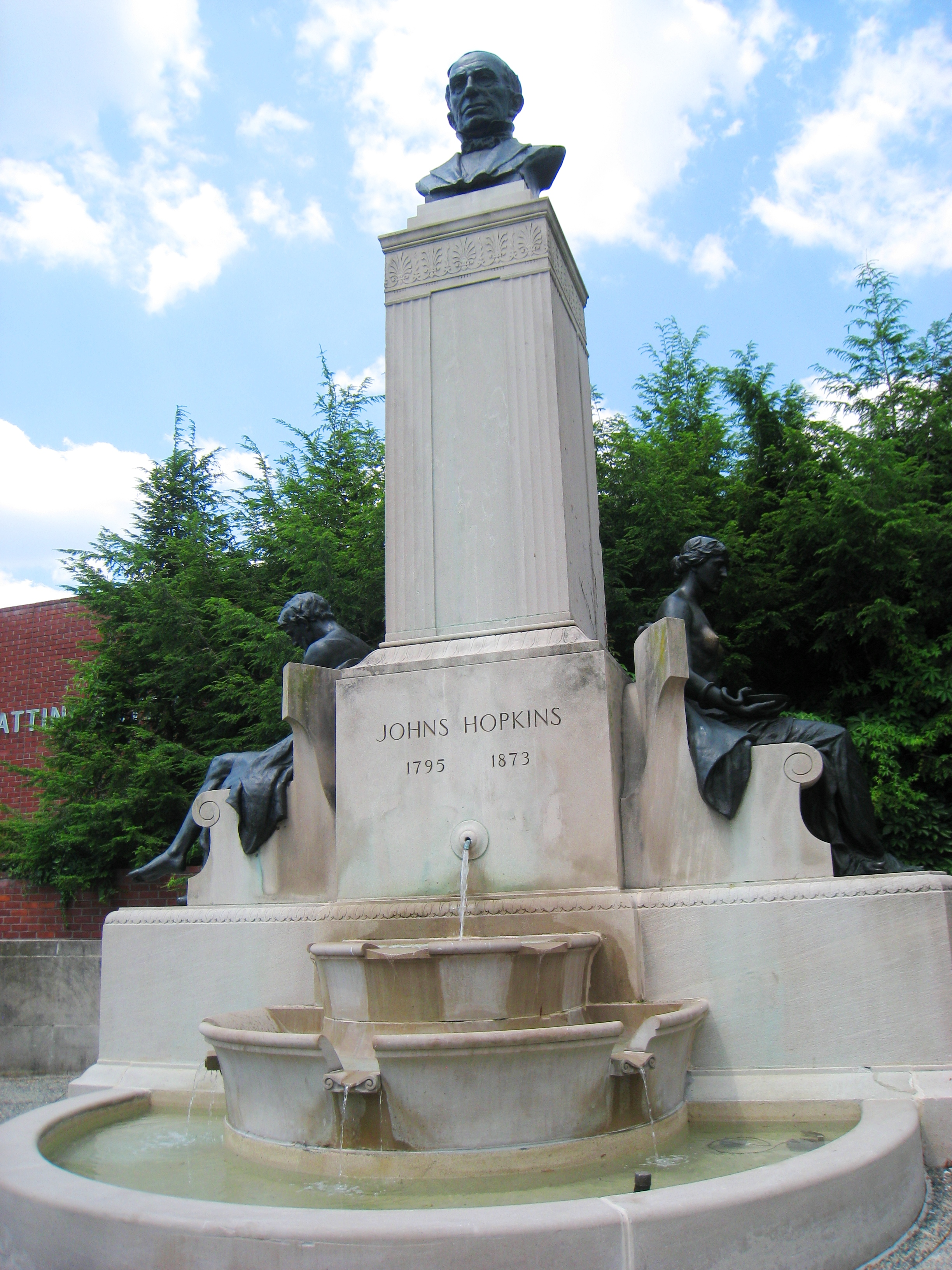
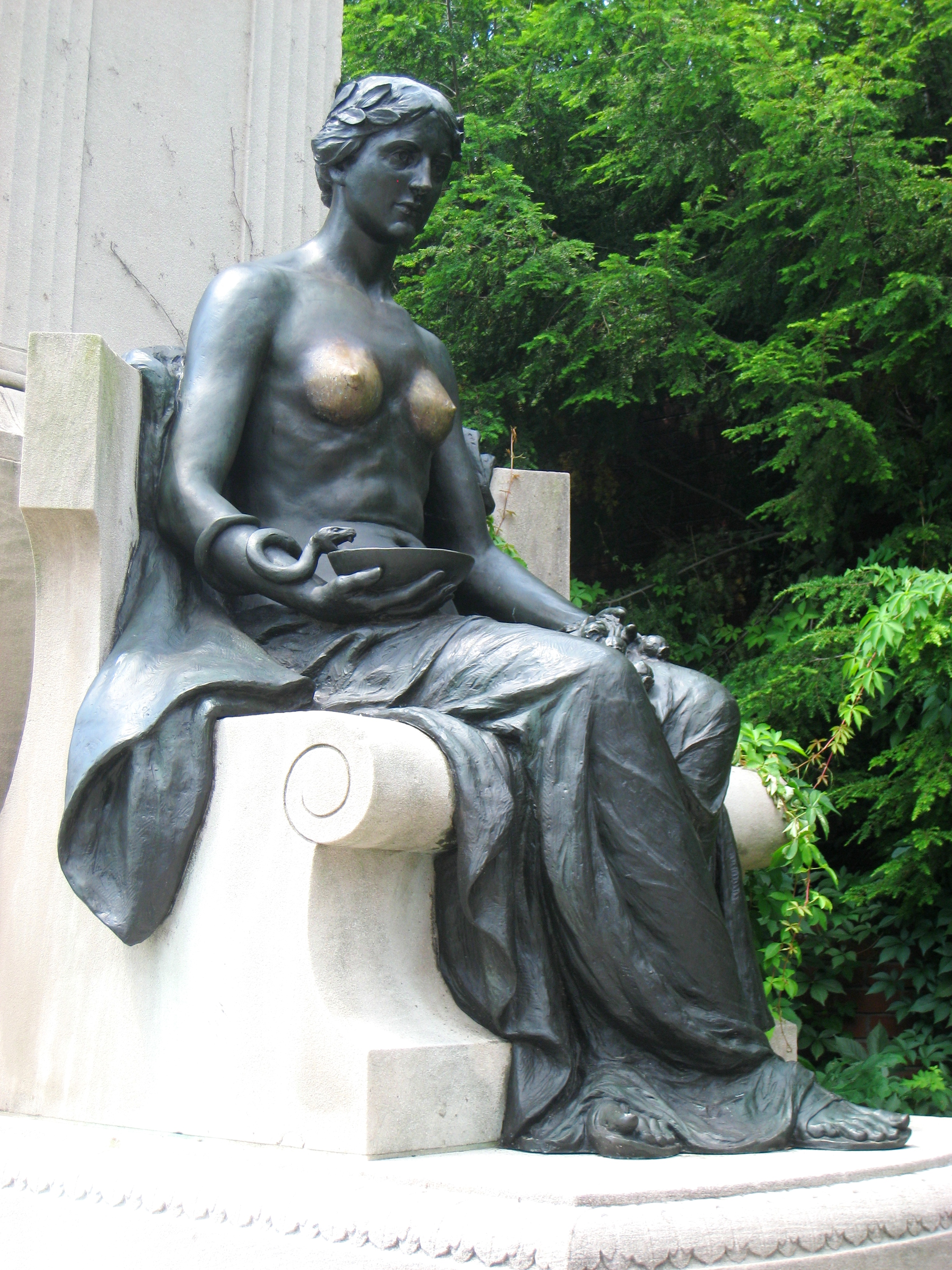
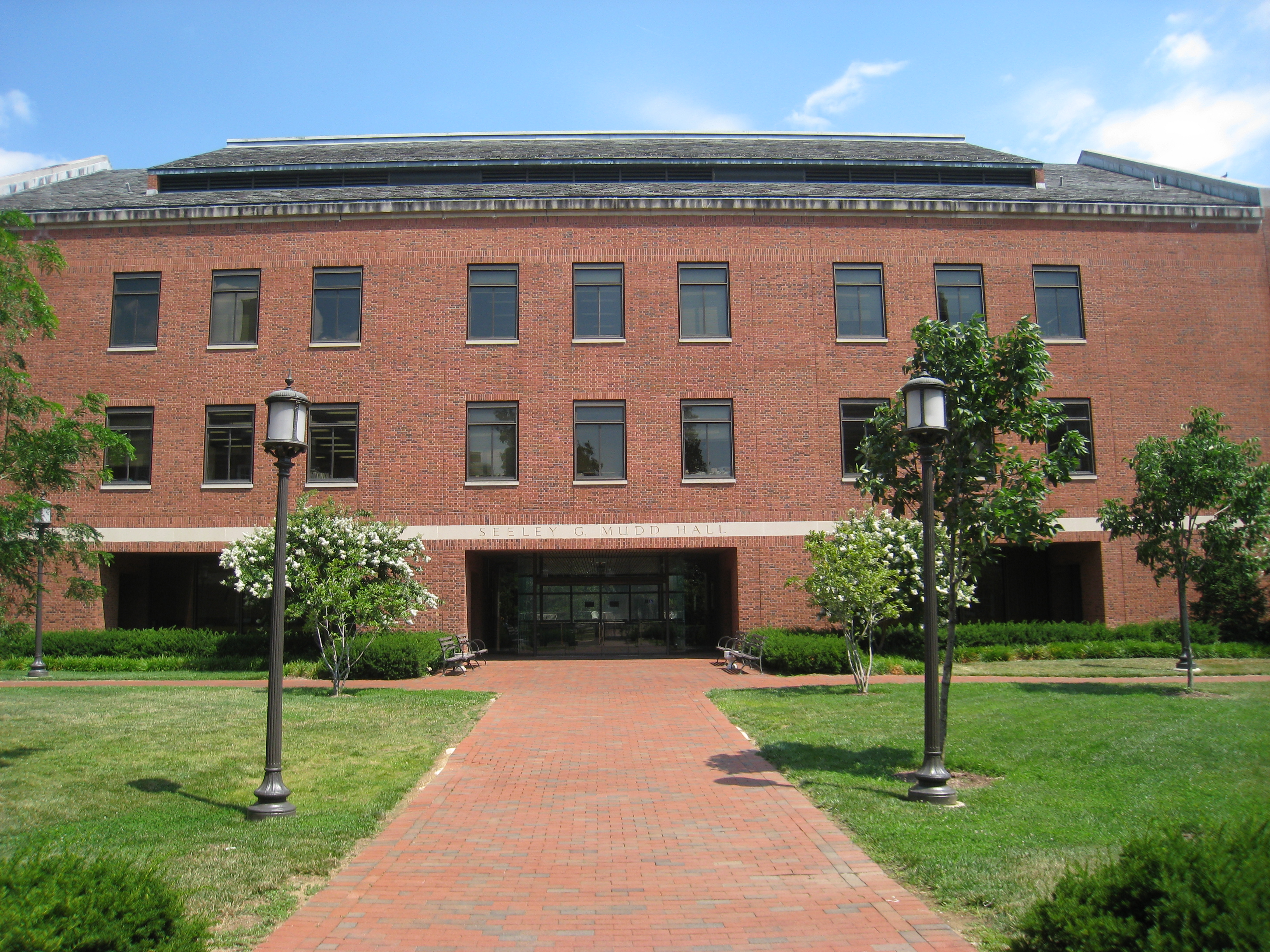
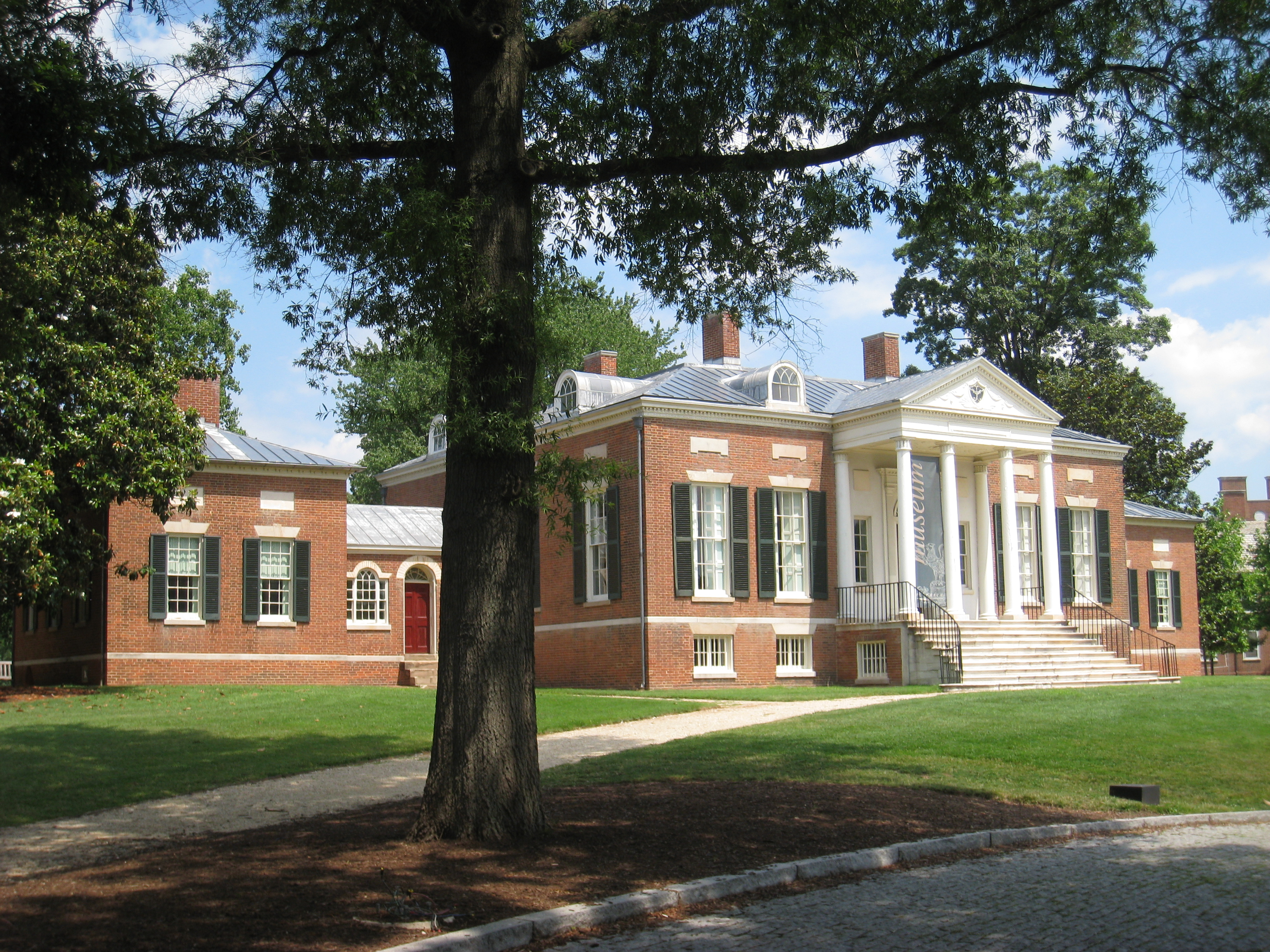
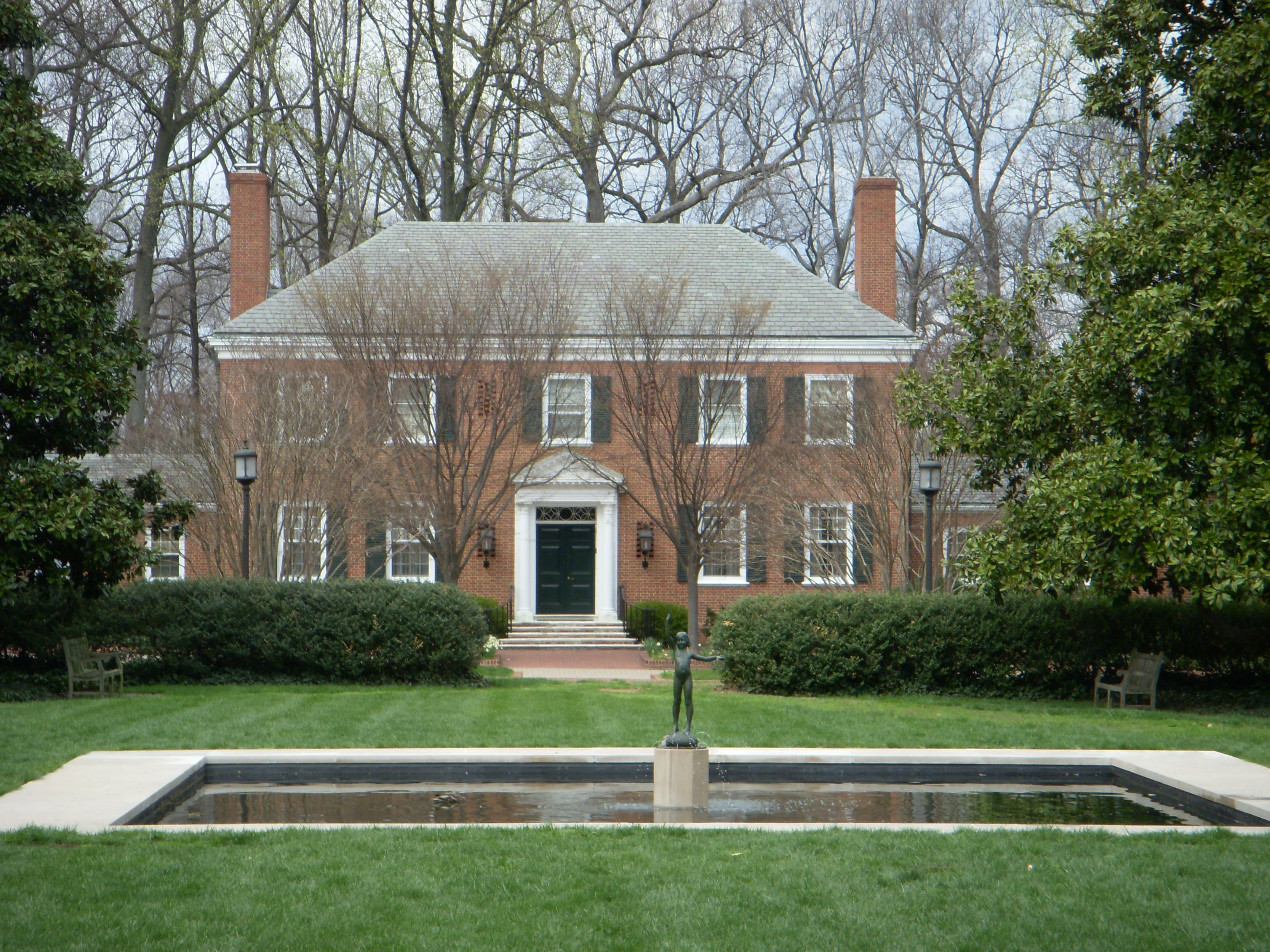
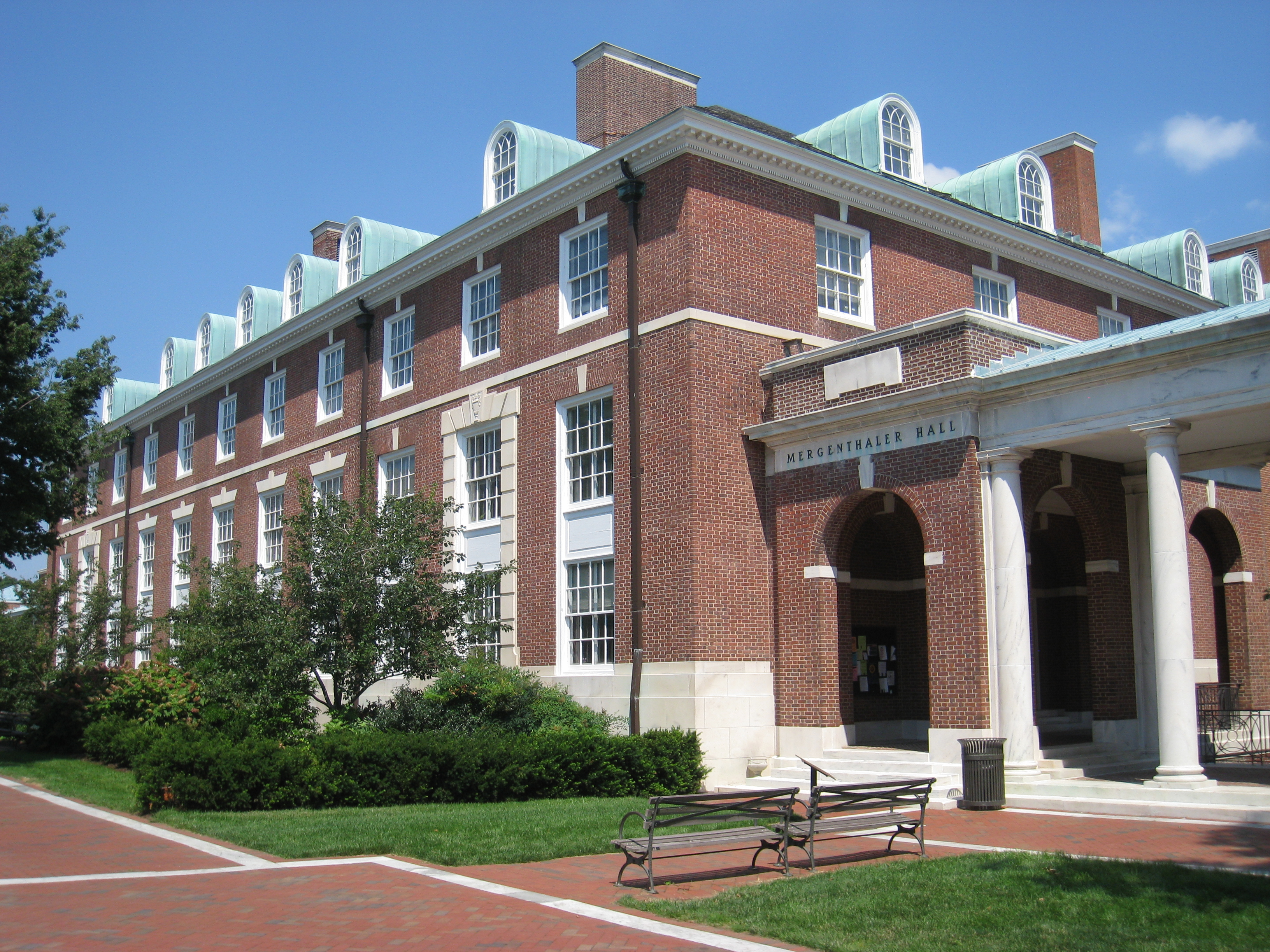
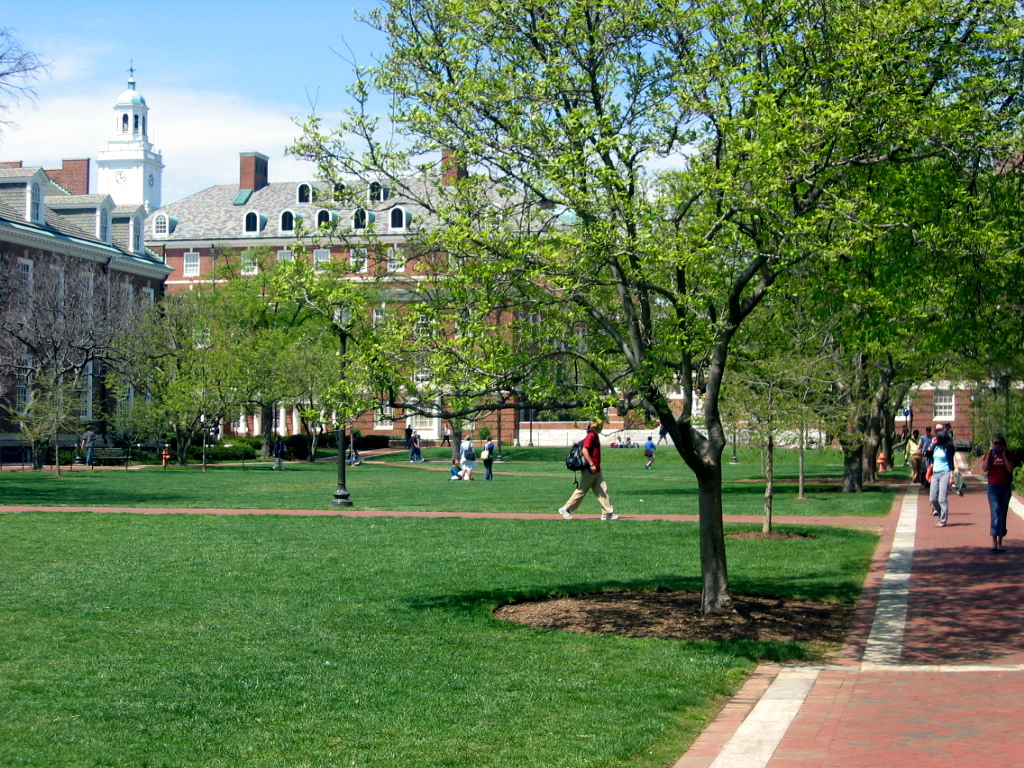
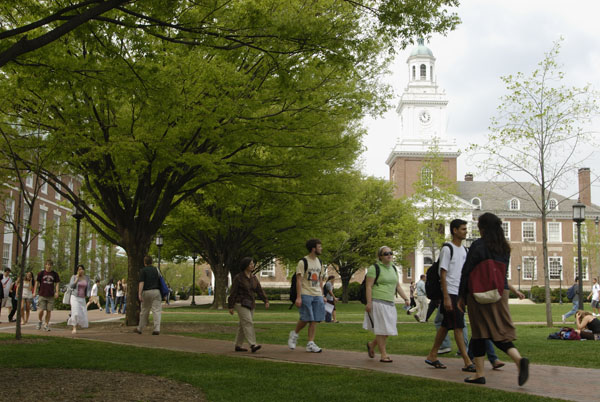
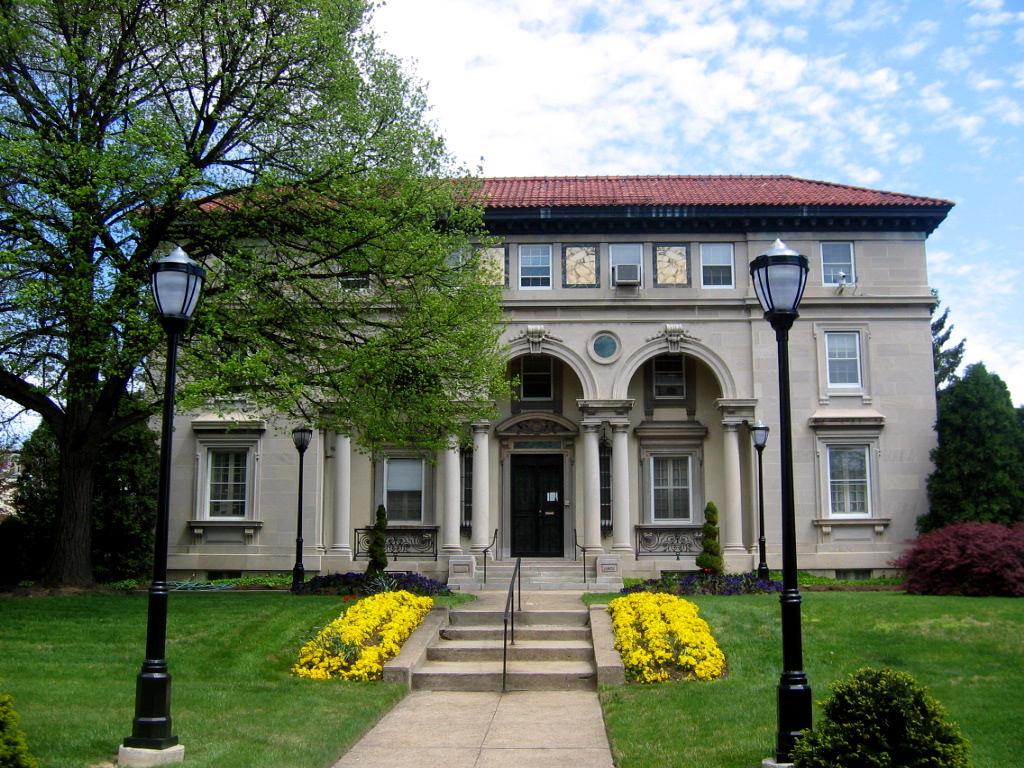
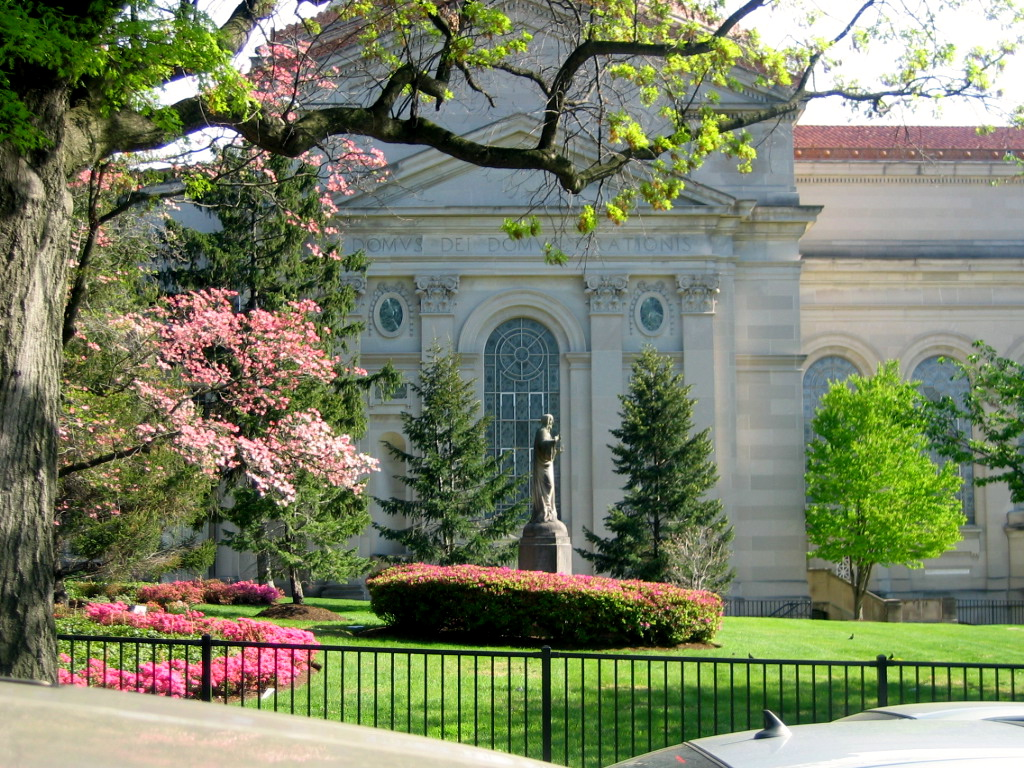
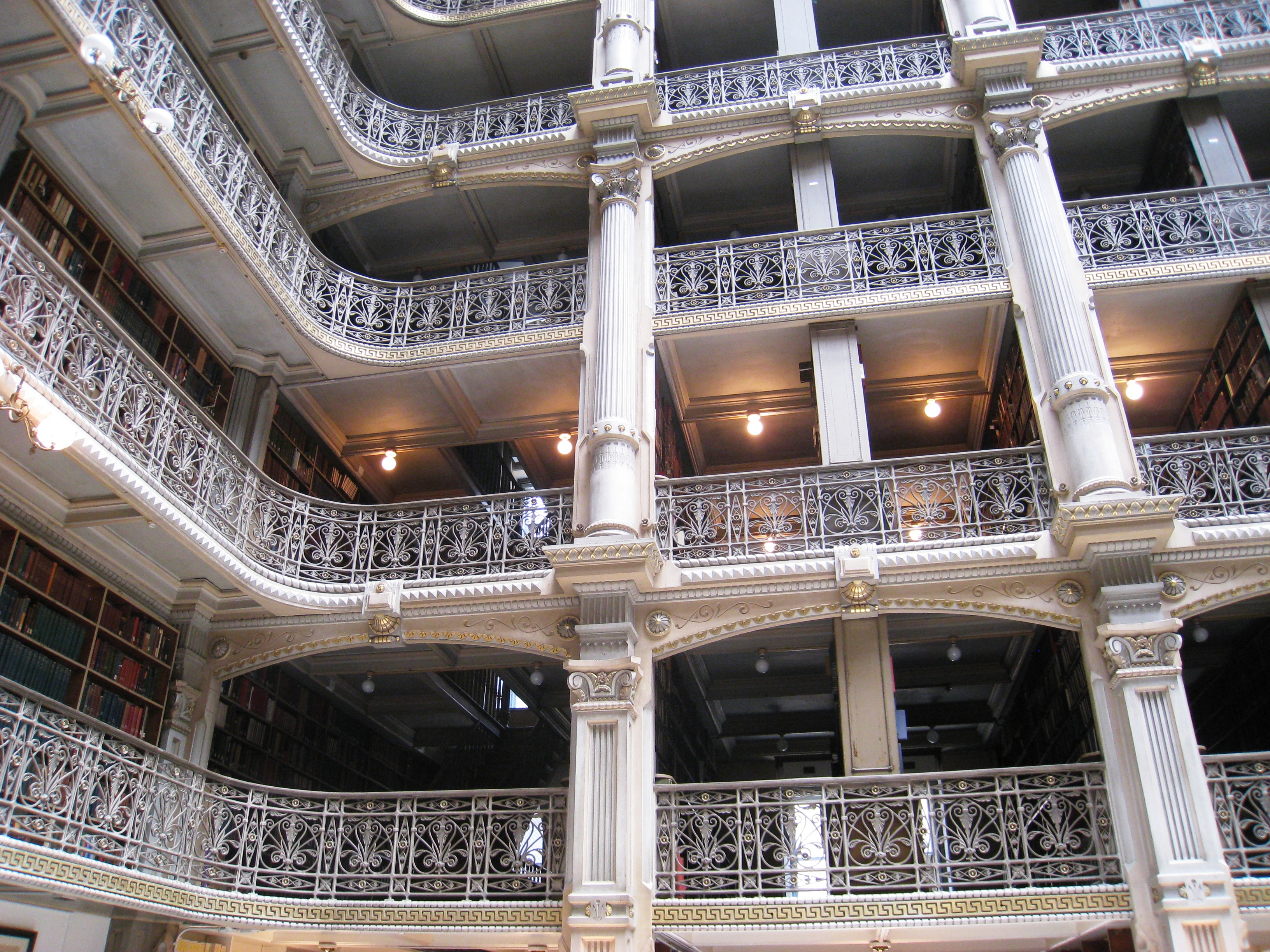
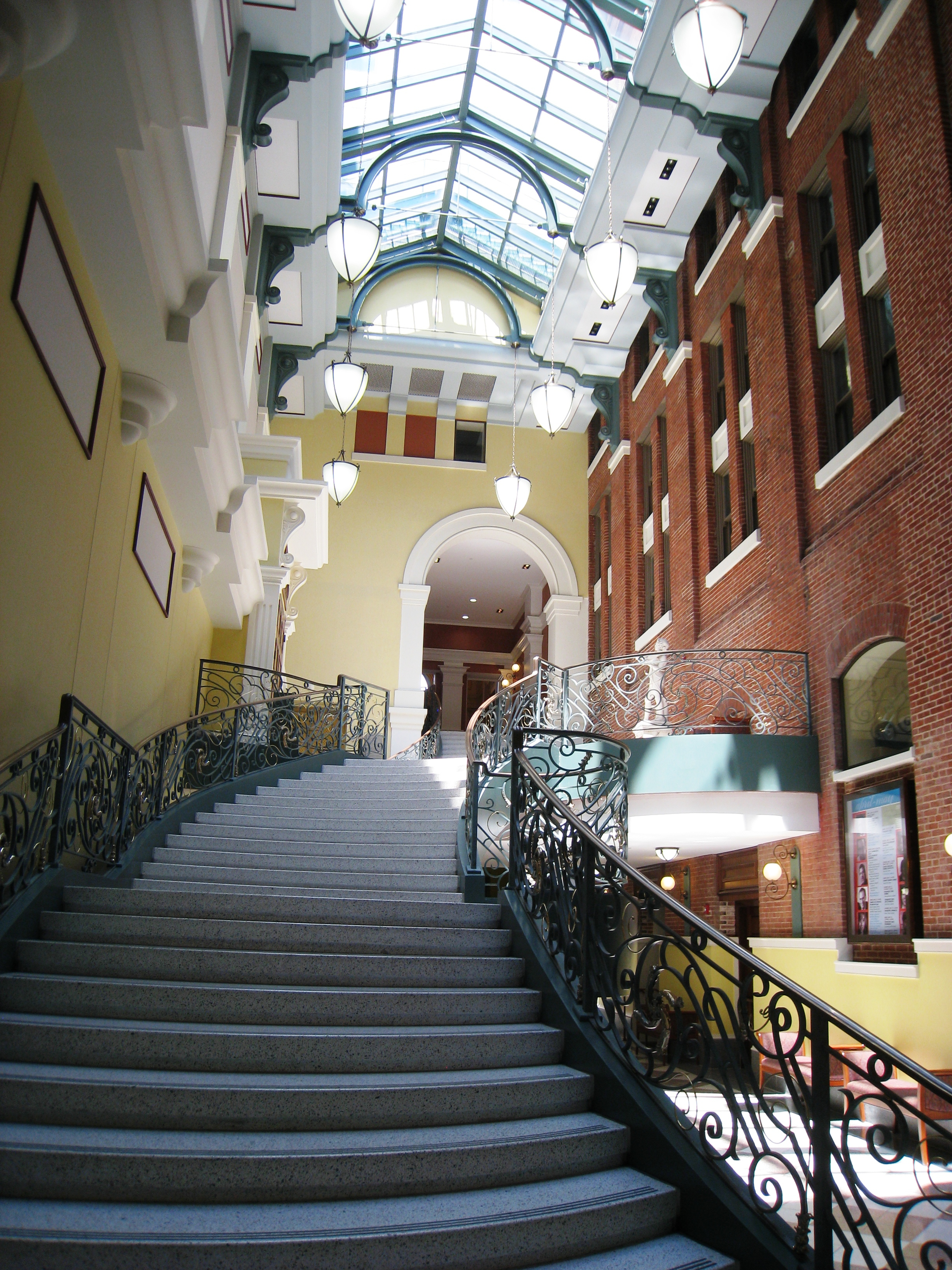
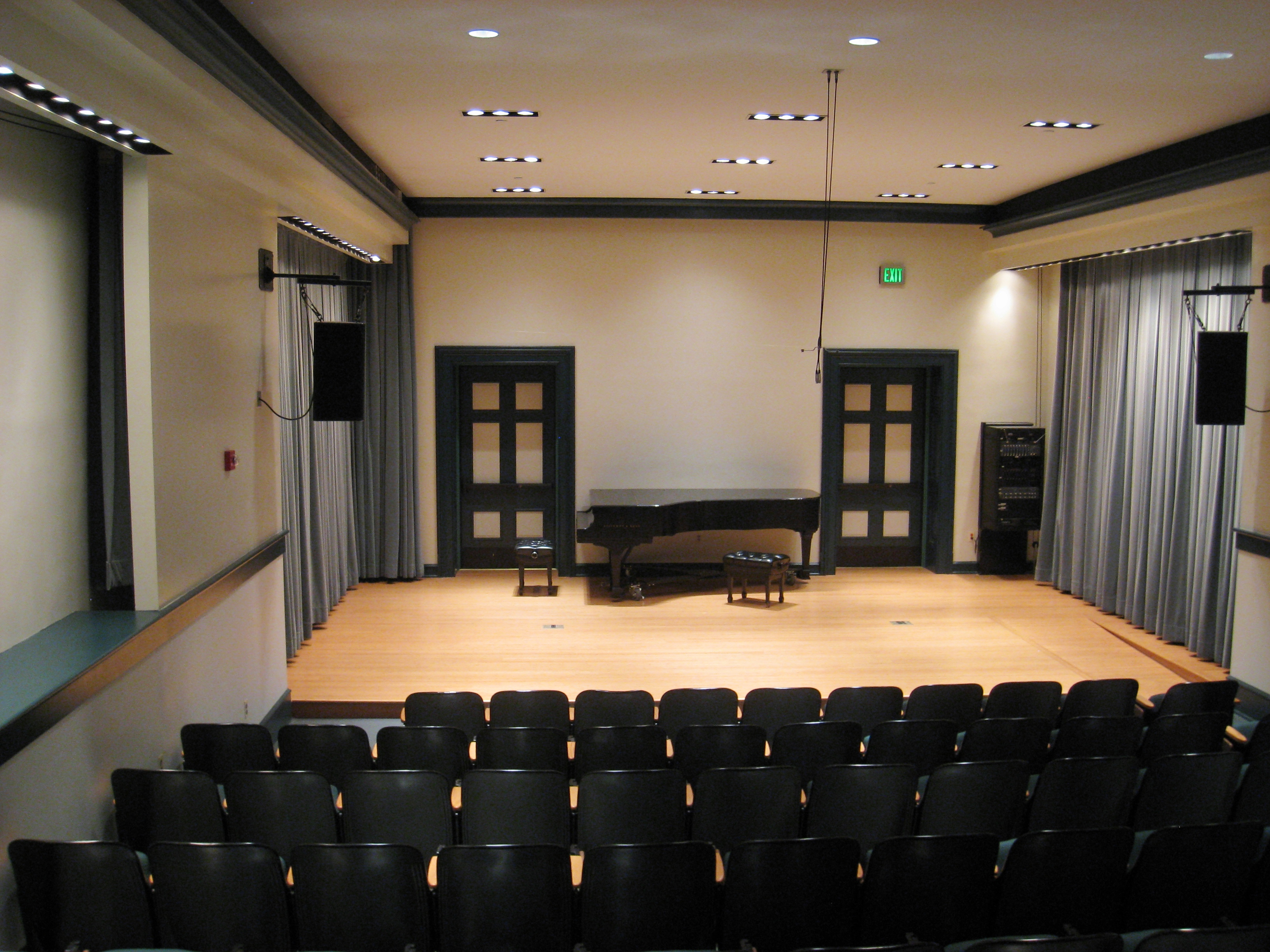
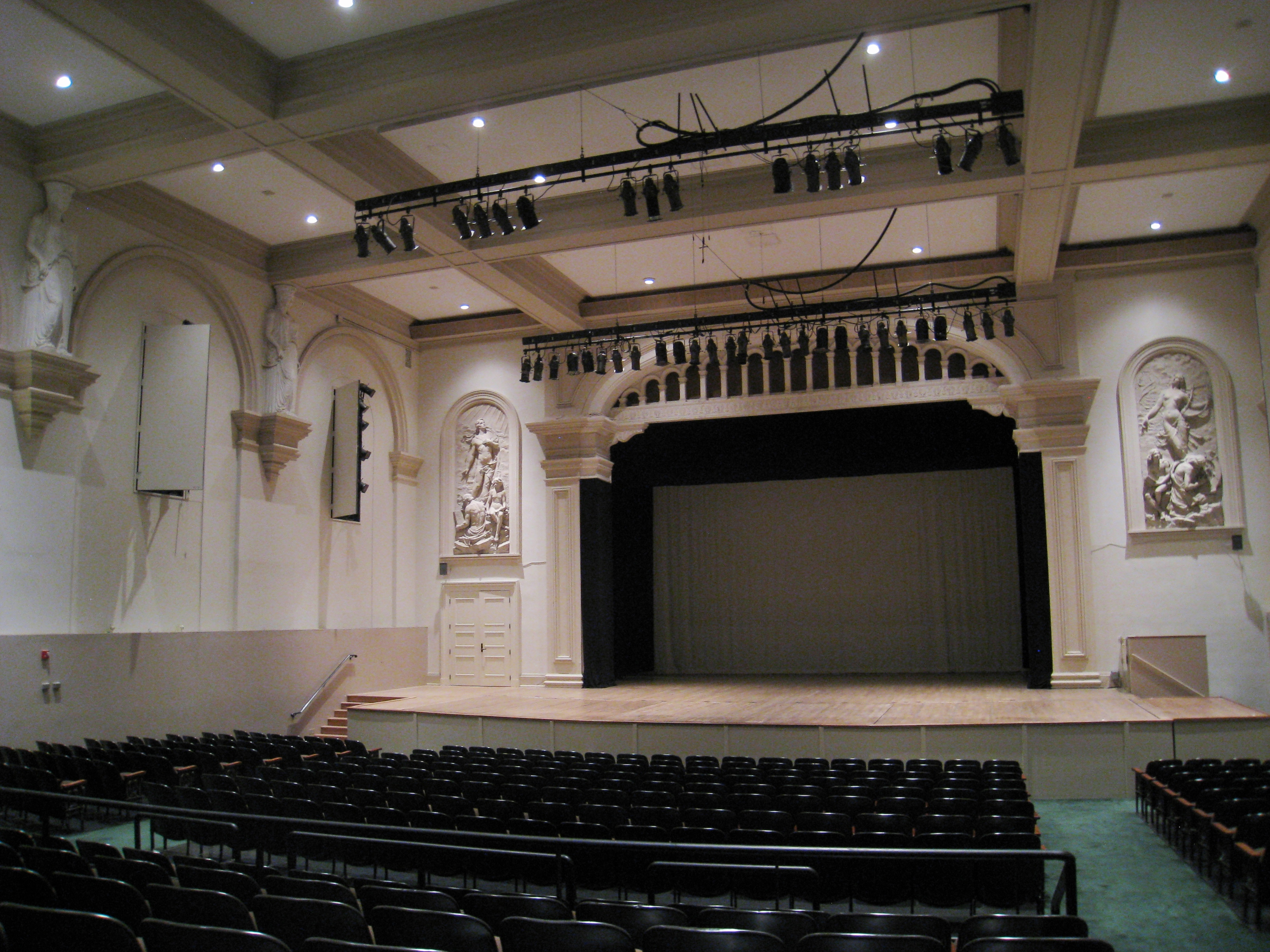

## 참고 문헌
1. ↑  두산백과사전[깨진 링크(과거 내용 찾기)]
2. ↑  “Academic Ranking of World Universities 2018: USA”. Shanghai Ranking Consultancy. 2018년 11월 19일에 확인함.
3. ↑  “America's Top Colleges 2018”. Forbes. 2018년 11월 19일에 확인함.
4. ↑  “U.S. College Rankings 2019”. Wall Street Journal/Times Higher Education. 2019년 5월 7일에 확인함.
5. ↑  “Best Colleges 2019: National Universities Rankings”. U.S. News & World Report. 2018년 11월 19일.
6. ↑  “2018 Rankings - National Universities”. Washington Monthly. 2018년 11월 19일에 확인함.
7. ↑  “Academic Ranking of World Universities 2018”. Shanghai Ranking Consultancy. 2018. 2018년 11월 19일에 확인함.
8. ↑  “QS World University Rankings® 2020”. Quacquarelli Symonds Limited. 2019. 2019년 6월 24일에 확인함.
9. ↑  “World University Rankings 2019”. THE Education Ltd. 2018년 11월 19일에 확인함.
10. ↑  “Best Global Universities Rankings: 2019”. U.S. News & World Report LP. 2018년 11월 19일에 확인함.
11. ↑  US News Best Colleges. “Johns Hopkins University - Profile, Rankings and Data”.
12. ↑  “US News Med schools”. 2012년 6월 5일에 원본 문서에서 보존된 문서. 2011년 6월 14일에 확인함.
13. ↑  “US News PH”. 2011년 7월 26일에 원본 문서에서 보존된 문서. 2011년 6월 14일에 확인함.
14. ↑  “Best Biostatistics Programs”. 《U.S. News & World Report》. 2022. 2022년 5월 30일에 원본 문서에서 보존된 문서. 2022년 6월 4일에 확인함.
15. ↑  “Johns Hopkins University's Graduate School Rankings”. 2022.
16. ↑  “대학생활 - [서울경기9조/옹아링]피바다? 아니죠~ 피바디(Peabody)! 존스홉킨스 내의 명문음대를 소개합니다!  - 영삼성: 내 삶의 Pathfinder”. 2014년 2월 23일에 원본 문서에서 보존된 문서. 2013년 2월 21일에 확인함.
17. ↑  “US News Education”. 2014년 4월 17일에 원본 문서에서 보존된 문서. 2014년 4월 17일에 확인함.
18. ↑  “보관된 사본”. 2015년 3월 1일에 원본 문서에서 보존된 문서. 2015년 1월 27일에 확인함.
19. ↑  “ARWU Rankings”. 2019년 3월 11일에 원본 문서에서 보존된 문서. 2014년 4월 17일에 확인함.
20. ↑  THES Rankings
21. ↑  THES Reputation Rankings
22. ↑  QS Rankings
23. ↑  “CWUR Rankings”. 2013년 7월 17일에 원본 문서에서 보존된 문서. 2014년 4월 17일에 확인함.
24. ↑  “Johns Hopkins University, Best College, US News”. 2014년 8월 4일에 원본 문서에서 보존된 문서. 2014년 5월 18일에 확인함.
25. ↑  JHU Class of 2025